# Hahnenfuß-Hasenohr
Das Hahnenfuß-Hasenohr (Bupleurum ranunculoides), auch als Berg-Hasenohr bezeichnet, ist eine Pflanzenart aus der Gattung Hasenohren (Bupleurum) innerhalb der Familie der Doldenblütler (Apiaceae).

## Beschreibung

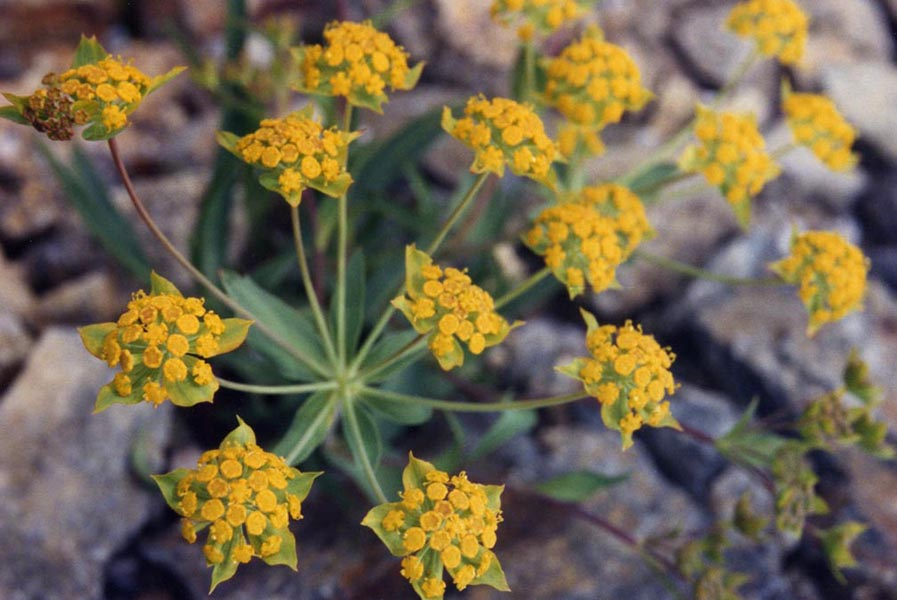
Doppeldolde mit langen Doldenstrahlen und Döllchen

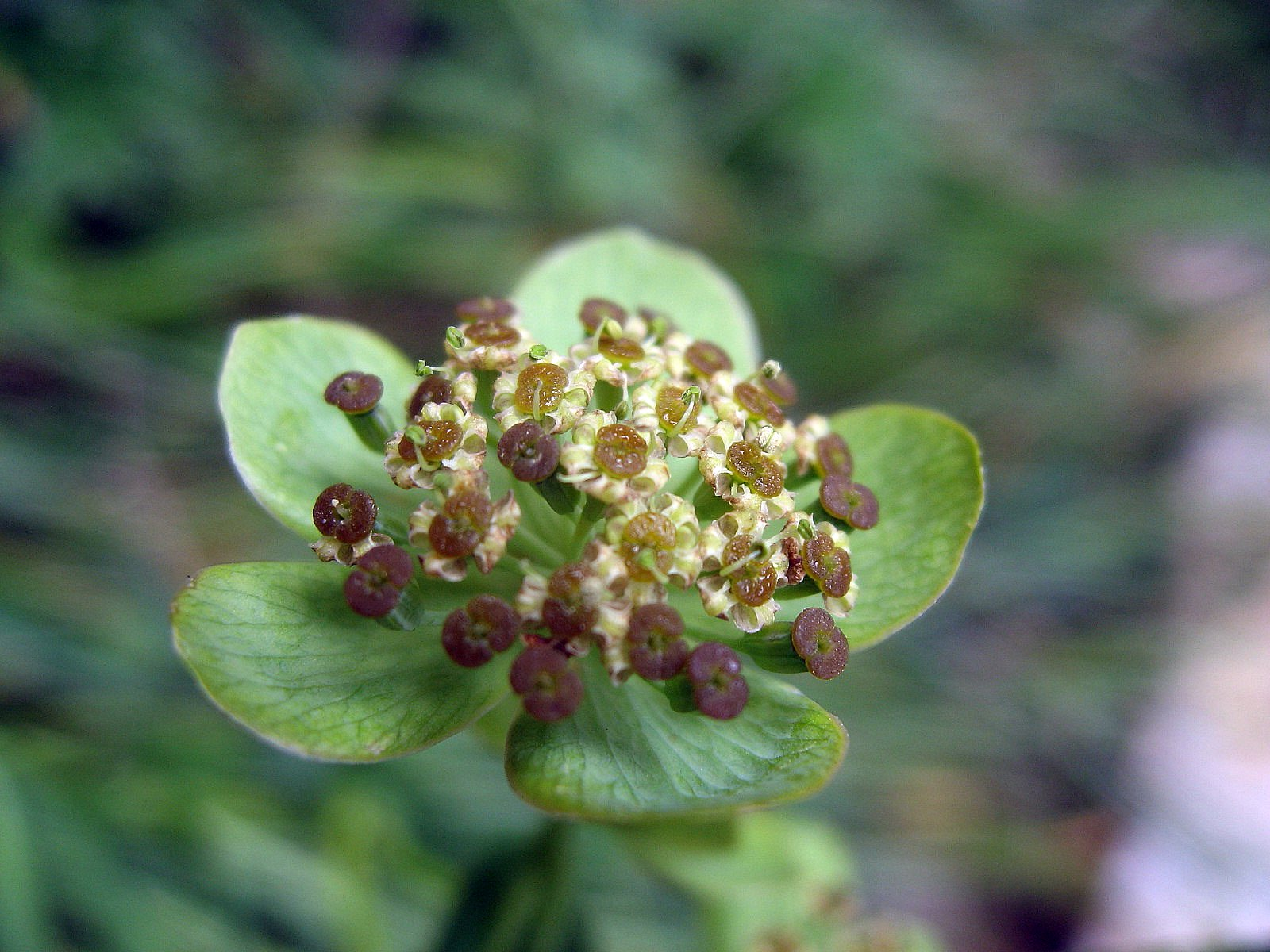
Döldchen

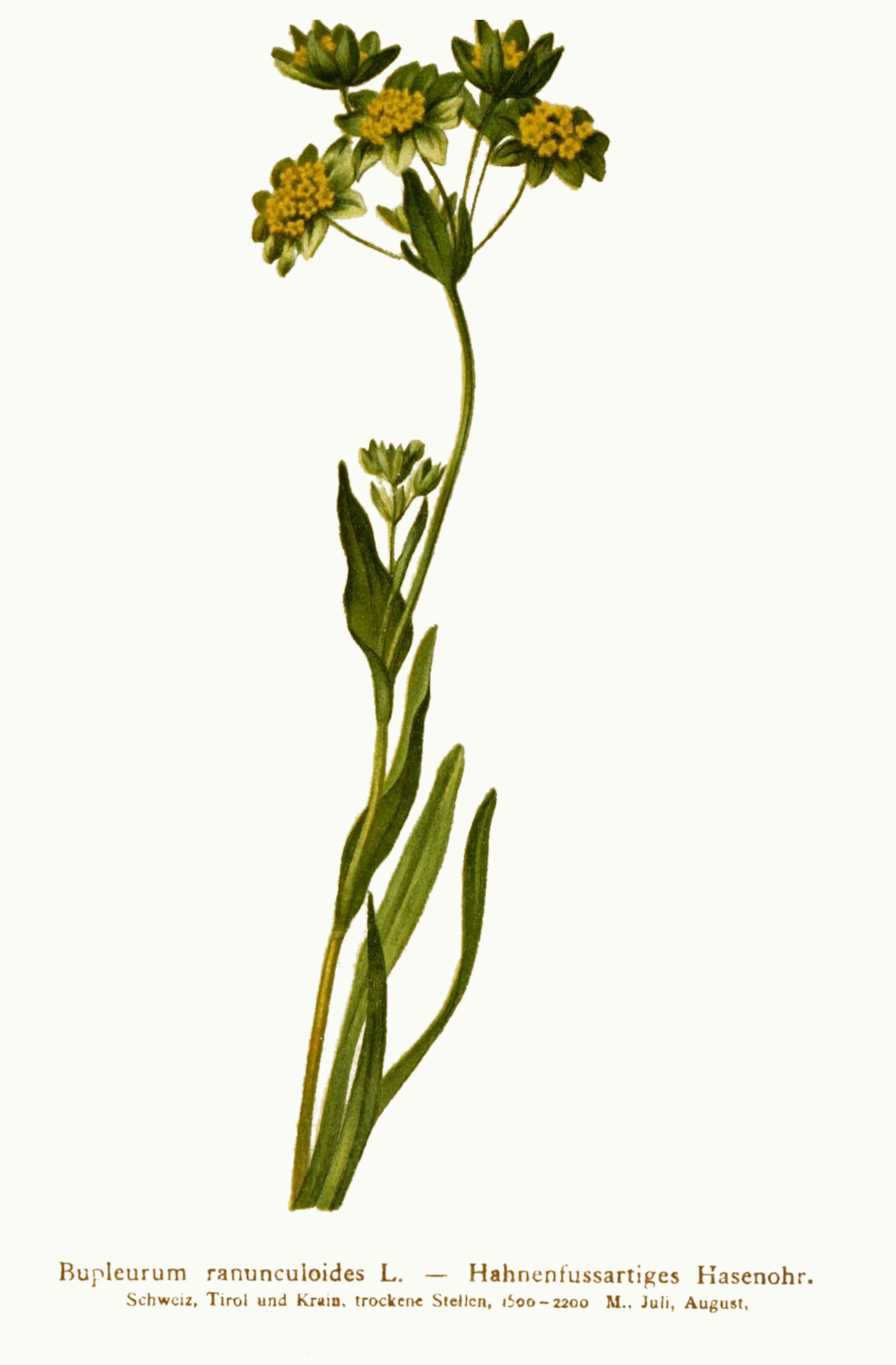
Illustration aus Atlas der Alpenflora

### Vegetative Merkmale
Das Hahnenfuß-Hasenohr wächst als ausdauernde krautige Pflanze und erreicht Wuchshöhen von meist 5 bis 30 (3 bis 60) Zentimetern. Sie ist gänzlich kahl, blaugrün gefärbt und besitzt am Grunde oft die Reste von abgestorbenen Blättern. Der Stängel ist meist einfach.
Die wechselstängig am Stängel angeordneten Laubblätter sind im unteren Bereich lanzettlich-linealische, die oberen sind stark verbreitert und oft mehr oder weniger stängelumfassend und sind aus herz- oder eiförmigem Spreitengrund verschmälert. Die Blattspreiten sind einfach. Grundblätter sind meist während der Blütezeit nicht mehr vorhanden, sie sind schmal-lanzettlich oder linealisch und parallelnervig.

### Generative Merkmale
Die Blütezeit liegt vorwiegend in den Monaten Juli und August. Der doppeldoldige Blütenstand ist meist 5- bis 7- (3 bis 15-)strahlig. Die Hülle besteht aus zwei bis vier eiförmigen Hüllblättern. Die meist fünf, selten sechs bis neun gelblich-grünen Hüllchenblätter sind breit-elliptisch mit zugespitztem oder stumpfem mit aufgesetzter Stachelspitze oberen Ende und länger als das Döldchen und überragen oft die Kronblätter. Die Döldchen enthalten meist viele Blüten.
Die Blüte ist zwittrig. Die gelblichen oder manchmal rot überlaufenen Kronblätter sind bei einer Länge von 1,25 bis 1,5 Millimetern breit-verkehrt-dreieckig bis halbkreisförmig.Früchte,
Die glatte Doppelachäne besitzt eine Länge von etwa 2,5 bis 3,5 Millimetern etwa so lang wie ihr Stiel, etwa 1,5 Millimeter dick, eiförmig, kantig und ist mit meist fädlichen Rippen „besetzt“. Das Griffelpolster (Diskus) ist im Abblühen rot, mit meist einer, oder selten zwei Öldrüsen in den Vertiefungen.
Die Chromosomenzahl beträgt 2n = 14, 28 oder 42.

## Vorkommen
Bupleurum ranunculoides kommt in den gebirgigen Gegenden Europas vor. Es gibt Fundortangaben für Spanien, Frankreich, Italien, die Schweiz, Deutschland, Österreich, Polen, die Slowakei, Slowenien, Kroatien, Bosnien und Herzegowina, Serbien, Montenegro, Nordmazedonien, Bulgarien, Rumänien, die Ukraine und Russland.
In Mitteleuropa kommt das Hahnenfuß-Hasenohr nur gebietsweise verbreitet vor. In Deutschland ist das Hahnenfuß-Hasenohr sehr selten in den Allgäuer- und östlichen Alpen zu finden. Im Vorarlberger Teil der Allgäuer Alpen steigt das Hahnenfuß-Hasenohr am Gipfel des Diedamskopfs bis in eine Höhenlage von 2075 Meter auf, das tiefste Vorkommen findet sich dort bei 1100 m auf dem Zipfelschrofen in Bayern. Sie steigt im Kanton Wallis am Riffelberg bei Zermatt bis in eine Höhenlage von 2750 Meter, im Aostatal bis 2700 Meter und am Mont Cenis am Grand Turra bis 2800 Meter auf. In Österreich kommt das Hahnenfuß-Hasenohr zerstreut bis gebietsweise sehr selten vor, ist aber in Vorarlberg ziemlich häufig. In der Schweiz beschränkt sich das Vorkommen auf die Alpen und das Juragebiet.
Bupleurum ranunculoides wächst in subalpinen und alpinen Steinrasen. Das Hahnenfuß-Hasenohr gedeiht in Mitteleuropa meist auf frischen, meist kalkreichen und mehr oder weniger steinigen Lehmböden. Es ist eine Charakterart des Seslerio-Caricetum sempervirentis, kommt aber auch in Pflanzengesellschaften der Klasse Thlaspietea vor.

## Ökologie
Das Hahnenfuß-Hasenohr kann vom Rostpilz Aecidium schroeppelianum mit Spermogonien und Äcidien „befallen“ werden.

## Systematik
Die Erstveröffentlichung von Bupleurum ranunculoides erfolgte 1753 durch Carl von Linné in Species Plantarum, Tomus I, Seite 237.
Je nach Autor gibt es wenig Unterarten:
- Bupleurum ranunculoides L. subsp. ranunculoides
- Bupleurum ranunculoides subsp. telonense (Timb.-Lagr.) Coste: Dieser Endemit kommt nur vom südlichen bis südöstlichen Frankreich vor.[6] Das Epitheton telonense bedeutet von „Toulon“.[4]

Manche Autoren unterscheiden auch eine Unterart Bupleurum ranunculoides subsp. gramineum (Vill.) Hayek (Syn.: Bupleurum ranunculoides subsp. caricinum (DC.) Arcang.). Sie kommt in den Pyrenäen, im Apennin, in den Südalpen und im früheren Jugoslawien vor.